# Ravenska kozmografija
Ravenska kozmografija (latinsko Ravennatis Anonymi Cosmographia, dobesedno »Kozmografija neznanih Ravenčanov«) je seznam krajevnih imen, ki pokrivajo svet od Indije do Irske, sestavil pa ga je anonimni klerik v Raveni okoli leta 700 našega štetja. Besedilni dokazi kažejo, da je avtor kot vir pogosto uporabljal zemljevide.

## Besedilo
Obstajajo tri znane kopije Kozmografije. Vatikanska knjižnica hrani izvod iz 14. stoletja, izvod iz 13. stoletja je v Parizu v Bibliothèque Nationale, knjižnica na Baselski univerzi pa ima še en izvod iz 14. stoletja. Vatikanski izvod je bil uporabljen kot vir za prvo objavo rokopisa leta 1688 pri Porcheronu. Nemški učenjak Joseph Schnetz je besedilo objavil leta 1940  in ga oprl na vatikansko in pariško izdajo, za kateri je menil, da sta zanesljivejši od baselske izdaje. Dele besedila, zlasti tistega, ki pokriva Veliko Britanijo, so objavili drugi, vključno z Richmondom in Crawfordom leta 1949, vendar je njihov dokument pokazal malo pozornosti do tega, kateri od rokopisov je vseboval informacije. Vendar pa je vseboval fotografije ustreznih delov iz vseh treh rokopisov, kar je Keithu Fitzpatricku-Matthewsu omogočilo rekonstrukcijo besedila iz nič leta 2013 (revidirano leta 2020) za ponovno oceno njegovega pomena za britansko geografijo. Schnetzovo delo je zajelo celoten dokument in je bilo ponovno objavljeno leta 1990. Poleg treh glavnih rokopisov hrani Vatikanska knjižnica tudi dokument z odlomki iz Kozmografije, ki ga je naredil Riccobaldus Ferrariensis, v Leidnu pa hranijo kopijo Pariškega rokopisa.
Ohranjena besedila so precej zahtevna. Sestavljena so iz komentarjev in seznamov imen. Vatikanski rokopis predstavlja besedilo v dveh stolpcih, pri čemer so imena krajev napisana z veliko začetnico in končana s stopnico. Manjše število besed je skrajšanih. Pariški rokopis prav tako uporablja dva stolpca, velike začetnice in stopnice, vendar ima veliko več okrajšav kot kateri koli od drugih dveh. Besedilo je razdeljeno na dele z znaki odstavkov. Baselski rokopis ima samo en stolpec in je težje berljiv kot drugi. Ima več okrajšav kot vatikanski izvod, vendar manj kot pariški izvod. Obstaja nekaj dokazov, da je avtor poskušal popraviti ali razjasniti besede, ki v izvirniku niso bile jasne, in ni postankov za ločevanje krajevnih imen na seznamih, vendar so podčrtani naslovi za razdelitev odsekov. Kot znak težav pri obravnavi besedila je v razdelku, ki pokriva Britanijo, skupno 315 imen. Vsi trije rokopisi se strinjajo glede črkovanja 200 od teh. Baselski in vatikanski dokumenti se strinjajo glede črkovanja nadaljnjih 50, še 33 je skupnih baselskim in pariškim dokumentom, še 17 pa jih je v pariških in vatikanskih dokumentih. Obstaja 8 imen, za katera se trije viri ne strinjajo, in 7 imen manjka v pariški kopiji, kjer se druga dva strinjata.
V prispevku Franza Staaba, objavljenem leta 1976, je ta opozoril, da je prvotni avtor trdil, da je pri kompilaciji svojega dela uporabil dela treh drugih, Athanarida, Heldebalda in Marcomirja. Stolte je leta 1956 pisal, da je bila kozmografija končana okrog leta 732.

## Izdaje
Pet knjig, ki sestavljajo delo, je prvič izdal dom Porcheron v Parizu z naslovom: Anonymi Ravennatis de geographia libri V, leta 1688.
Ponovno jih je izdal v Parizu z opaznimi izboljšavami A. Jacobs leta 1858 in v Berlinu Parthey leta 1860.
Najnovejša kritična izdaja treh rokopisov je Josepha Schnetza, Itineraria Romana, zv. II: Ravennatis Anonymi Cosmographia et Guidonis Geographica, 1942 (ponatis 1990), B. G. Teubner, Stuttgart.

## Litaratura
- Staab, Franz (1976). »A study of some sources of the Anonymous Cosmographer of Ravenna«. Viator (Medieval and Renaissance Studies) (v angleščini). Zv. 7. University of California Press. ISBN 978-0-520-03136-4.